# Melrose, Massachusetts
Melrose je mesto v velemestnem območju Greater Boston in Okrožju Middlesex, Massachusetts v ZDA. Po oceni Statističnega urada ZDA iz leta 2007 je imel 26.782 prebivalcev. Leži približno 11 km severno od Bostona v središču trikotnika, ki ga tvorijo avtoceste Interstate 93, 95 in US Route 1.